# Martyna Grajber
Martyna Grajber est une joueuse de volley-ball polonaise née le 28 mars 1995 à Piła. Elle mesure 1,81 m et joue au poste de réceptionneuse-attaquante. Elle totalise 8 sélections en équipe de Pologne.

## Clubs
| Club               | De        | À         |
| ------------------ | --------- | --------- |
| PTPS Piła          |           | 2009-2010 |
| SMS PZPS Sosnowiec | 2010-2011 | 2012-2013 |
| Budowlani Łódź     | 2013-2014 | 2017-2018 |
| KPS Chemik Police  | 2018-2019 | …         |

## Palmarès
- Championnat de Pologne
  - Vainqueur : 2020.
  - Finaliste : 2017.
- Coupe de Pologne
  - Vainqueur : 2018, 2019, 2020.
  - Finaliste : 2017.
- Supercoupe de Pologne
  - Vainqueur : 2017, 2019.
  - Finaliste : 2018.